# Acer granatense
Acer granatense é uma espécie de árvore do gênero Acer, pertencente à família Aceraceae.